# Mesoxiphium tenuicorne
Mesoxiphium tenuicorne är en stekelart som beskrevs av Van Achterberg 1988. Mesoxiphium tenuicorne ingår i släktet Mesoxiphium och familjen bracksteklar. Inga underarter finns listade i Catalogue of Life.